# Telodorcus wickhami
Telodorcus wickhami là một loài bọ cánh cứng trong họ Lucanidae. Loài này được Waterhouse mô tả khoa học năm 1894.